# Tita (football)
Pour les articles homonymes, voir Queiroz (homonymie), Paixão et Tita.
 Milton Queiroz da Paixão, plus connu sous le nom de Tita, était un footballeur brésilien né le 1er avril 1958  à Rio de Janeiro (Brésil). Il a joué au poste de milieu offensif avec CR Flamengo et l’équipe du Brésil.

## Palmarès
- Champion de l'État de Rio de Janeiro en 1978, 1979, 1981 avec CR Flamengo, en 1987 avec CR Vasco de Gama
- Champion du Brésil en 1980, 1982, 1983 avec CR Flamengo, 1989 avec CR Vasco de Gama
- Copa Libertadores en 1981, 1983 avec CR Flamengo
- Coupe intercontinentale en 1981 avec CR Flamengo
- Champion de l'État du Rio Grande do Sul en 1985 avec SC Internacional
- Jeux panaméricains en 1987 avec l’équipe du Brésil
- Coupe UEFA en 1988 avec Bayer Leverkusen
- Copa América en 1989 avec l’équipe du Brésil
- Champion du Mexique en 1992 avec le FC León
- Championnat du Guatemala en 1998 avec Comunicaciones

- Meilleur buteur de la Copa Libertadores en 1984